# Lukas Hollaus
Lukas Hollaus (* 23. September 1986 in Zell am See) ist ein ehemaliger österreichischer Triathlet, der heute im Laufsport aktiv ist. Er ist Olympiastarter (2020), fünffacher Triathlon-Staatsmeister auf der olympischen Distanz (2011–2023), Mitteldistanz (2022) und Sprintdistanz (2016, 2022) sowie Staatsmeister Duathlon (2022).

## Werdegang
Im Juni 2011 wurde er auf der Wiener Donauinsel Staatsmeister auf der olympischen Distanz (1,5 km Schwimmen, 40 km Radfahren und 10 km Laufen).
Hollaus war in der Saison 2013 im Kader „Langdistanz“ des Österreichischen Triathlonverbandes (ÖTRV) und 2014 wechselte er in den „A-Kader“. Lukas Hollaus wurde im Oktober 2014 in den „Hope Kader“ des Österreichischen Olympischen Komitees aufgenommen. Im Februar 2015 verbesserte er sich mit seinem zweiten Rang in Kapstadt auf den 44. Rang der ITU-Weltrangliste.

### Staatsmeister Triathlon Sprintdistanz 2016
2016 startet er im Elite-Kader des ÖTRV. Im Juni 2016 wurde er im Burgenland am Neufelder See Triathlon-Staatsmeister auf der Sprintdistanz. In der ITU-Point-List 2016 belegte er als drittbester Österreicher den 107. Rang.
Seit 2020 startet er im Skinfit Racing Team. Im August 2020 wurde Hollaus nach 2011 und 2019 zum dritten Mal österreichischer Staatsmeister auf der Triathlon-Kurzdistanz. Mit dem österreichischen Team (Therese Feuersinger, Alois Knabl und Julia Hauser) belegte Hollaus bei der Weltmeisterschaft in Hamburg am 6. September im Teamsprint den neunten Rang.

### Olympische Sommerspiele 2020
Im Juli 2021 wurde der 34-Jährige nominiert für einen Startplatz bei den Olympischen Sommerspielen in Tokio – zusammen mit Lisa Perterer, Julia Hauser und Luis Knabl. Er belegte den 34. Rang.
Nach seiner Olympiateilnahme 2021 erklärte der dreifache Vater seine internationale Profi-Karriere als beendet.
Im Mai 2022 wurde er in Maissau Staatsmeister Duathlon. Im Juni wurde der 35-Jährige zum zweiten Mal nach 2016 österreichischer Staatsmeister auf der Triathlon-Sprintdistanz. Lukas Hollaus war aktiver Sportler des Heeressportzentrums des Österreichischen Bundesheers. Als Heeressportler trägt er den Dienstgrad Zugsführer.
2023 wurde er zum fünften Mal Staatsmeister auf der Triathlon-Kurzdistanz und im Herbst belegte er bei den Staatsmeisterschaften im 10 km Straßenlauf den vierten Rang. 2024 gewann er den Graz-Marathon und im Mai 2025 den Salzburg-Marathon.

### Privates
Lukas Hollaus studierte Sportwissenschaften an der Universität in Salzburg.
Im September 2022 begann er seine Tätigkeit als Lehrer am Privatgymnasium Borromäum in Salzburg (Fächer: Geografie, Bewegung und Sport sowie Digitale Grundbildung). Lukas Hollaus lebt in Niedernsill.

## Auszeichnungen
- Triathlet des Jahres 2022[9]

## Sportliche Erfolge
| Datum/Jahr    | Rang | Wettbewerb                                       | Austragungsort       | Zeit        | Bemerkung |
| ------------- | ---- | ------------------------------------------------ | -------------------- | ----------- | --- |
| 3. Juni 2023  | 1    | ÖTRV Staatsmeisterschaft Triathlon Kurzdistanz   | Zell am See          | 01:48:14    | Triathlon-Staatsmeister über die olympische Distanz                                                              |
| 17. Juli 2022 | 1    | ÖTRV Staatsmeisterschaft Triathlon Kurzdistanz   | Obertrum am See      | 01:58:46    | beim Trumer Triathlon                                                                                            |
| 11. Juni 2022 | 1    | ÖTRV Staatsmeisterschaft Triathlon Sprintdistanz | Wels                 | 00:52:51    | |
| 15. Aug. 2021 | 1    | Jannersee Triathlon                              | Lauterach            |             | |
| 26. Juli 2021 | 34   | Olympische Sommerspiele 2020                     | Tokio                | 01:48:59    | |
| 15. Aug. 2020 | 1    | ÖTRV Staatsmeisterschaft Triathlon Kurzdistanz   | Thiersee             | 01:53:19    | Triathlon-Staatsmeister über die olympische Distanz                                                              |
| 12. Juli 2020 | 2    | Gmunden Triathlon                                | Gmunden              | 01:00:44    | im Salzkammergut (750 m Schwimmen, 25 km Radfahren und 5 km Laufen)                                              |
| 16. Aug. 2019 | 24   | ITU World Triathlon Olympic Qualification Event  | Tokyo                | 01:52:53    | als zweitschnellster Österreicher hinter Alois Knabl (Rang 12)                                                   |
| 28. Juli 2019 | 1    | ÖTRV Staatsmeisterschaft Triathlon Kurzdistanz   | Obertrum am See      |             | Triathlon-Staatsmeister über die olympische Distanz im Rahmen des Trumer Triathlon                               |
| 15. Juni 2019 | 4    | ITU Triathlon World Cup                          | Nur-Sultan           | 01:44:23    | |
| 18. Mai 2019  | 6    | ITU Triathlon World Cup                          | Cagliari             | 00:52:42    | Sprintdistanz (750 m Schwimmen, 20 km Radfahren und 5 km Laufen)                                                 |
| 5. Mai 2019   | 12   | ITU Triathlon World Cup                          | Madrid               | 00:56:23    | |
| 8. März 2019  | 15   | ITU World Championship Series 2019               | Abu Dhabi            | 00:52:33    | erstes Rennen der Saison                                                                                         |
| 10. Feb. 2019 | 6    | ITU Triathlon Weltcup                            | Kapstadt             | 00:52:34    | |
| 18. Aug. 2018 | 16   | ITU Triathlon Weltcup                            | Lausanne             | 01:52:38    | |
| 11. Aug. 2018 | 11   | ETU Triathlon European Championship Mixed Relay  | Glasgow              | 01:17:26    | im Team mit Julia Hauser, Lukas Pertl und Therese Feuersinger                                                    |
| 10. Juni 2018 | 36   | ITU World Championship Series 2018               | Hamburg              | 00:55:08    | |
| 28. Apr. 2018 | 16   | ITU World Championship Series 2018               | Bermuda              | 01:57:10    | |
| 11. Feb. 2018 | 5    | ITU Triathlon World Cup                          | Kapstadt             |             | hinter dem Sieger Richard Murray                                                                                 |
| 30. Sep. 2017 | 5    | ITU Triathlon World Cup                          | Weihai               | 01:57:17    | |
| 18. Juni 2017 | 4    | ETU Triathlon European Championship Mixed Relay  | Kitzbühel            |             | im Mixed-Team, mit Sara Vilic, Alois Knabl und Lisa Perterer (200 m Schwimmen, 5 km Radfahren und 1,8 km Laufen) |
| 16. Juni 2017 | 19   | ETU Triathlon European Championships             | Kitzbühel            | 01:47:20    | Europameisterschaft auf der olympischen Kurzdistanz                                                              |
| 6. Mai 2017   | 9    | ITU Triathlon World Cup                          | Chengdu              | 00:27:01    | Final Elite Men Super-Sprintdistanz (400 m Schwimmen, 10,2 km Radfahren und 2,5 km Laufen)                       |
| 5. Mai 2017   | 1    | ITU Triathlon World Cup                          | Chengdu              | 00:54:09    | Semifinal 2, Elite Men                                                                                           |
| 11. Feb. 2017 | 6    | ITU Triathlon World Cup                          | Kapstadt             | 00:52:11    | |
| 11. Juni 2016 | 1    | ÖTRV Staatsmeisterschaft Triathlon Sprintdistanz | Neufelder See        |             | |
| 8. Mai 2016   | 14   | ITU Triathlon World Cup                          | Santa María Huatulco | 01:59:55    | |
| 18. Okt. 2015 | 25   | ITU Triathlon World Cup                          | Alanya               | 01:47:19    | |
| 11. Juli 2015 | 28   | ETU Triathlon European Championships             | Genf                 | 01:59:00    | Europameisterschaft auf der olympischen Distanz                                                                  |
| 4. Juli 2015  | 1    | Steeltownman                                     | Linz                 |             | Sieger auf der Sprintdistanz                                                                                     |
| 15. Feb. 2015 | 2    | ATU Sprint Triathlon African Cup                 | Kapstadt             | 00:59:50    | Sprintdistanz (750 m Schwimmen 20 km Radfahren und 5 km Laufen)                                                  |
| 26. Juli 2014 | 6    | ITU Triathlon World Cup                          | Jiayuguan            | 01:50:25    | |
| 12. Juli 2014 | 47   | ITU World Championship Series 2014               | Hamburg              | 00:53:55    | auf der Sprintdistanz                                                                                            |
| 31. Mai 2014  | 61   | ITU World Championship Series 2014               | London               |             | auf der Sprintdistanz                                                                                            |
| 10. Mai 2014  | 8    | ITU Triathlon World Cup                          | Chengdu              | 01:49:24    | |
| 27. Apr. 2014 | 39   | ITU World Championship Series 2014               | Kapstadt             | 01:49:50    | |
| 21. Juli 2013 | 2    | ÖTRV Staatsmeisterschaft Triathlon Kurzdistanz   | Obertrum am See      |             | Triathlon-Vizestaatsmeister über die olympische Distanz beim Träumer Triathlon                                   |
| 21. Apr. 2012 | 3    | ITU Pan American Triathlon Cup                   | Mazatlán             | 01:55:11    | |
| 13. Aug. 2011 | 1    | Feldkirchner Triathlon                           | Feldkirchen          | 00:36:14,67 | Sieg auf der Sprintdistanz (200 m Schwimmen, 12,4 km Radfahren und 3,4 km Laufen)                                |
| 11. Juni 2011 | 1    | ÖTRV Staatsmeisterschaft Triathlon Kurzdistanz   | Wien                 |             | beim Vienna City Triathlon Erster bei der Österreichischen Staatsmeisterschaft auf der olympischen Distanz       |
| 13. Nov. 2010 | 12   | ITU Triathlon Premium European Cup               | Eilat                | 01:57:17    | |
| 22. Mai 2010  | 32   | ETU European Cup                                 | Senec                | 01:55:56    | [ 10 ] |

| Datum/Jahr    | Rang | Wettbewerb                                       | Austragungsort | Zeit     | Bemerkung                                                                               |
| ------------- | ---- | ------------------------------------------------ | -------------- | -------- | --------------------------------------------------------------------------------------- |
| 21. Mai 2023  | 3    | Challenge St. Pölten                             | St. Pölten     | 03:56:32 |                                                                                         |
| 28. Aug. 2022 | 1    | ÖTRV Staatsmeisterschaft Triathlon Mitteldistanz | Zell am See    | 03:52:46 | Triathlon-Staatsmeister Mitteldistanz als Dritter im Ironman 70.3 Zell am See-Kaprun    |
| 29. Mai 2022  | 3    | Challenge St. Pölten                             | St. Pölten     |          |                                                                                         |
| 29. Aug. 2021 | 2    | Ironman 70.3 Zell am See-Kaprun                  | Zell am See    | 04:05:08 |                                                                                         |
| 28. Aug. 2016 | DNF  | Ironman 70.3 Zell am See-Kaprun                  | Zell am See    | –        | Abbruch des Rennens auf der Laufstrecke                                                 |
| 22. Mai 2011  | 16   | Ironman 70.3 Austria                             | St. Pölten     | 04:09:23 | erster Start auf der Halbdistanz (1,9 km Schwimmen, 90 km Radfahren und 21,1 km Laufen) |

| Datum/Jahr  | Rang | Wettbewerb                        | Austragungsort | Zeit | Bemerkung              |
| ----------- | ---- | --------------------------------- | -------------- | ---- | ---------------------- |
| 1. Mai 2022 | 1    | ÖTRV Staatsmeisterschaft Duathlon | Maissau        |      | Duathlon-Staatsmeister |

| Datum/Jahr   | Rang | Wettbewerb                               | Austragungsort | Zeit     | Bemerkung                 |
| ------------ | ---- | ---------------------------------------- | -------------- | -------- | ------------------------- |
| 3. März 2007 |      | ITU Winter Triathlon World Championships | Flassin        | 01:51:29 | 7. Rang in der Klasse U23 |

| Datum/Jahr    | Rang | Wettbewerb               | Austragungsort | Zeit       | Bemerkung                                          |
| ------------- | ---- | ------------------------ | -------------- | ---------- | -------------------------------------------------- |
| 18. Mai 2025  | 1    | Salzburg-Marathon        | Salzburg       | 02:17:20   |                                                    |
| 13. Okt. 2024 | 1    | Graz-Marathon            | Graz           | 02:17:37   |                                                    |
| 31. Dez. 2022 | 1    | Silvesterlauf Seekirchen | Seekirchen     |            |                                                    |
| Okt. 2022     | 1    | Trail Amadeus            | Salzburg       | 02:45:24   | im Rahmen des Salzburger Trailrunning-Festivals    |
| 31. Dez. 2019 | 1    | Silvesterlauf Seekirchen | Seekirchen     | 00:16:37   | 5,73 km                                            |
| 31. Dez. 2017 | 2    | Silvesterlauf Seekirchen | Seekirchen     | 00:17:14   | Zweiter hinter Peter Herzog am Wallsee über 5,8 km |
| 31. Dez. 2011 | 1    | Silvesterlauf Seekirchen | Seekirchen     | 00:17:57,4 | Sieger über die 5,8 km lange Strecke               |
| 31. Dez. 2009 | 1    | Silvesterlauf Seekirchen | Seekirchen     | 00:17:56,5 |                                                    |

(DNF – Did Not Finish)